# Karl Thieme
Pour les articles homonymes, voir Thieme.
Karl Alfred Thieme (28 mai 1914 à Wesermünde-Lehe/Bremerhaven - 6 juin 2004 à Langen/Bremerhaven) est un Oberstleutnant allemand qui a servi au sein de la Heer dans la Wehrmacht pendant la Seconde Guerre mondiale.
Il a été récipiendaire de la croix de chevalier de la croix de fer avec feuilles de chêne et glaives. La croix de chevalier de la croix de fer et ses grades supérieurs - les feuilles de chêne et glaives - sont attribués pour récompenser un acte d'une extrême bravoure sur le champ de bataille ou un commandement militaire avec succès.

## Décorations
- Insigne des blessés
  - en Or
- Insigne de combat des blindés en bronze 3e grade
- Insigne du combat rapproché en argent
- Croix de fer (1939) 
  - 2e classe (23 juin 1940)
  - 1re Classe (29 avril 1941)
- Croix allemande en or  le 9 avril 1943 en tant que Oberleutnant dans le the I./Panzergrenadier-Regiment 110[2]
- Croix de chevalier de la croix de fer avec feuilles de chêne et glaives
  - Croix de chevalier le 30 octobre 1943 en tant que Hauptmann et commandant du I./Panzergrenadier-Regiment 110[3],[4]
  - 627e feuilles de chêne le 23 octobre 1944 en tant que Major et leader du Panzergreandier-Regiment 111[3],[5]
  - 156e glaives le 9 mai 1945 en tant que Oberstleutnant et commandant du Panzergreandier-Regiment 111[6][Notes 2]